# 芭比娃娃
芭比娃娃（英語：Barbie）是由美國玩具公司美泰兒製造的時尚娃娃和虛構角色，於1959年3月9日舉辦的美國國際玩具展覽會（American International Toy Fair）上首次曝光。這個娃娃的創造者被認為是美國商人與發明家羅絲·韓德勒，她的靈感來自一個名為比爾德莉莉的德國娃娃。
芭比是目前美泰兒娃娃及配件品牌的重要代表，其中包括其他家庭成員和收藏娃娃。這個時尚娃娃自1959年推出以來，已經在玩具市場上佔據重要地位超過60年，並且常常成為許多爭議和訴訟的話題，尤其涉及娃娃及其生活方式的模仿。美泰兒已經售出超過十億個芭比娃娃，使其成為公司規模最大的產品系列。
自1980年代末以來，該品牌不斷擴展成為一個持續運作的多媒體特許經營權，其中包括電子遊戲和CGI動畫電影系列。該系列始於2001年，最初在家庭媒體視訊上發布，並且在2002年至2017年間在美國尼克儿童频道有线电视上定期播放。自2017年以來，這個特許經營權已轉移到串流媒體平台上。
芭比和她最好的男性朋友肯尼被稱為全球最受歡迎的兩個娃娃。自推出以來，芭比已經改變了全球富裕社區中的玩具業務，成為銷售相關商品（配飾、服裝、芭比的朋友和親戚系列等）的重要手段。1977年，唐·理查德·考克斯在《大眾文化期刊》上指出，芭比在傳達女性獨立特性方面發揮重要作用，並且通過她的許多配飾呈現一種理想化的高檔生活方式，這對社會價值觀有著顯著的影響，也使得這種生活方式可以與富裕的朋友共享。
2014年至2016年期間，芭比娃娃的銷售量急劇下降。不過在2020年，美泰兒售出了價值13.5億美元的芭比娃娃和配件，這是該品牌二十年來最好的銷售增長。這比該品牌在2017年銷售的9.5億美元有所增加。據市場觀察報導，2023年上映的第一部真人電影《Barbie芭比》預計將為該品牌帶來「顯著增長」，至少持續到2030年。除了銷售的重新振興，該電影也延續了2022年流行的一種名為「芭比粉紅熱」（barbiecore）的時尚趨勢。

## 發展

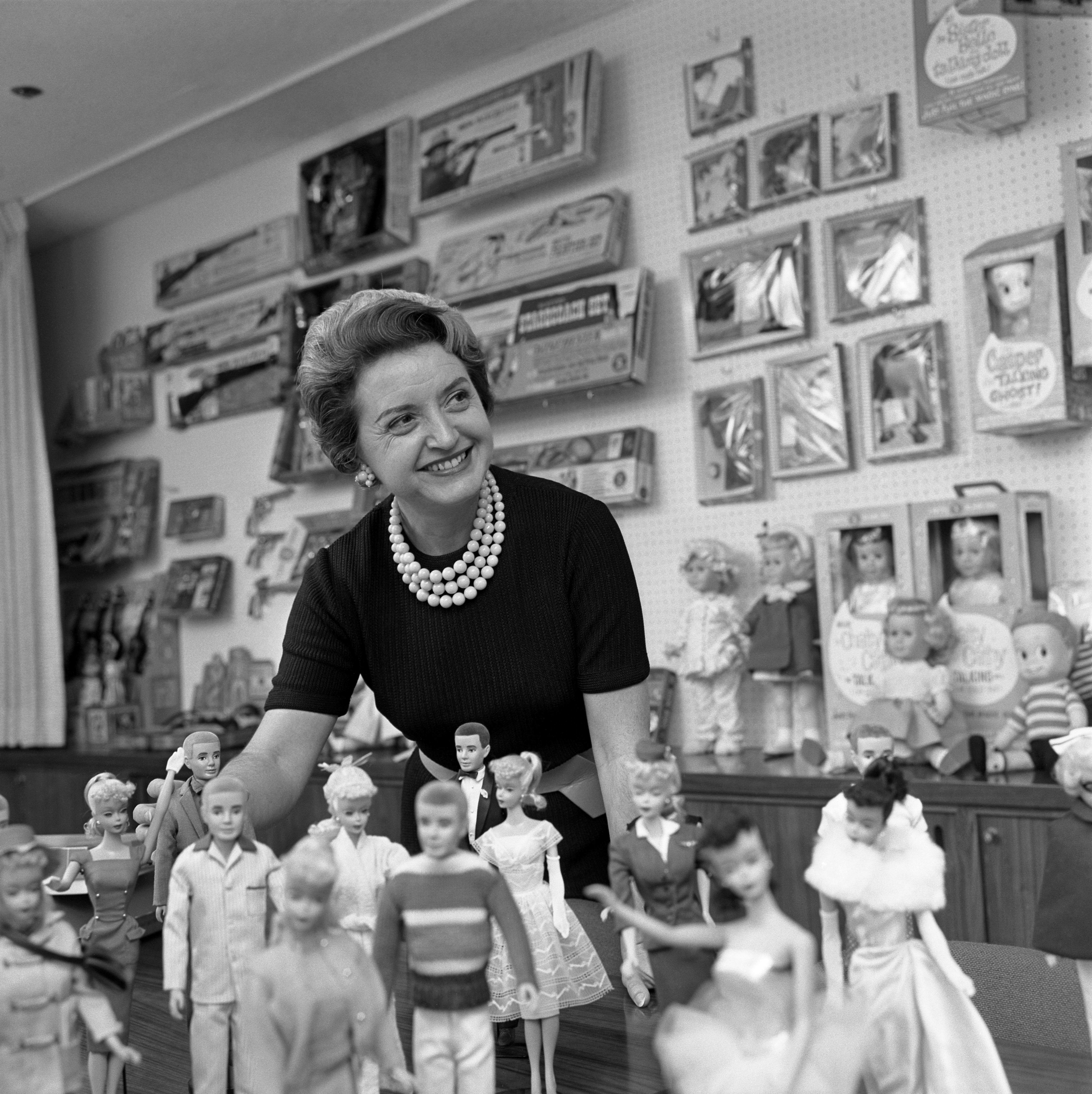
芭比娃娃的創造者羅絲·韓德勒擁有各種芭比娃娃和美泰兒產品，攝於1961年

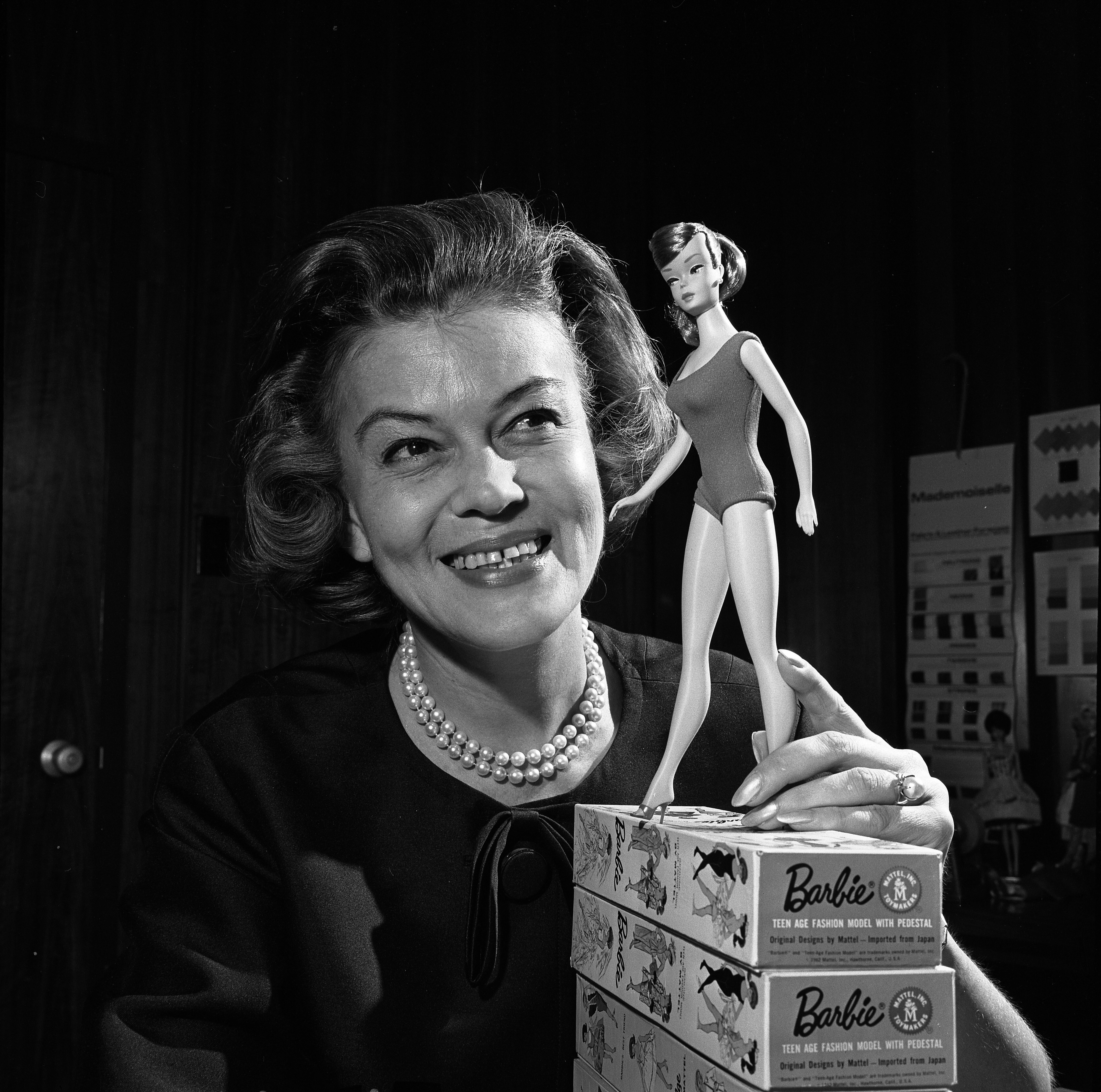
服裝設計師夏洛特·約翰遜 (Charlotte Johnson) 和1965年的芭比娃娃

羅絲·韓德勒發現她的女兒芭芭拉（Barbara，Barbie是小名）喜歡玩紙娃娃，並且常常讓這些紙娃娃扮演成年人的角色。當時，大多數兒童玩具娃娃都是嬰兒的形象。她意識到在市場上可能有發展的空間，於是向她的丈夫艾略特·韓德勒提出了一個成年人體型娃娃的點子，而艾略特則是美泰兒玩具公司的聯合創始人。然而，他對這個點子並不感興趣，而美泰兒的董事們也持相同態度。
1959年3月9日，第一個芭比娃娃以金髮和深褐髮兩種版本推出。這個點子來自於漢德勒在1956年與她的孩子芭芭拉和肯尼斯一起在歐洲旅行時，偶然發現了一個名為比爾德莉莉的時尚玩偶，這個成年形體的娃娃完美符合漢德勒的想法。她購買了三個莉莉娃娃，將其中一個送給了他的女兒，並將其他兩個帶回了美泰兒。原型的莉莉娃娃是根據德國報紙《图片报》所創作的漫畫角色而製造的，莉莉是一名金髮的性感女郎，是一個明確知道自己想要什麼並且不擇手段的職業女性。莉莉娃娃早先於1955年首次在德國上市，雖然最初面向成年人銷售，但後來受到兒童的歡迎，他們喜歡為莉莉選購可單獨購買的服裝。
回到美國後，在當地發明家和設計師傑克·瑞恩的幫助下，漢德勒重新設計了娃娃，並以他女兒芭芭拉的名字命名為芭比。這個娃娃於1959年3月9日在紐約市的美國國際玩具博覽會上首次亮相，這一天也被確定為芭比的官方生日日期。
第一個芭比娃娃穿著黑白斑馬紋泳裝，頭上綁著特色的馬尾辮，提供金髮和深褐髮兩種版本。這款娃娃被宣傳為「青少年時尚模特兒」，她的服裝由美泰兒的時裝設計師夏洛特·約翰遜創造。最初的芭比娃娃是在日本製造的，衣服則由日本家庭工人手工縫製。第一年的生產量約為35萬個芭比娃娃。
1961年3月，路易斯·馬克斯公司對美泰兒提起訴訟，他們聲稱美泰兒在取得莉莉娃娃許可後「侵犯了生產商Greiner＆Hausser對莉莉娃娃髖關節的專利」，並聲稱芭比是對莉莉娃娃的「直接模仿和複製」。該公司還聲稱美泰兒「虛假且具有誤導性地聲稱自己起源於這種設計」。最終在1963年，美泰兒與對方達成庭外和解。1964年，美泰兒以2.16萬美元購買了Greiner＆Hausser對莉莉娃娃的版權和專利權。
韓德勒堅信芭比應該擁有成年人的外表，早期的市場研究顯示，一些家長對娃娃的胸部設計不滿意，因為它明顯具有胸部形狀。芭比的外貌已經多次改變，最明顯的是在1971年，娃娃的眼睛被調整為向前看，而不再像原始模型那樣有著羞怯的側視。這也成為韓德勒最後一次對自己的創作進行調整，三年後，他和丈夫艾略特在一項調查中被撤職，因為發現他們發布虛假和具有誤導性的財務報告。
芭比是最早以電視廣告為基礎廣泛進行營銷的玩具之一，這種策略後來被廣泛效仿。截至2006年，全球已售出超過十億個芭比娃娃，遍及150多個國家。美泰兒聲稱每秒鐘有三個芭比娃娃被售出。標準範圍的芭比娃娃及相關配件大約按照1/6的比例製造，也被稱為玩具尺寸比例。通常標準娃娃高約11.5英寸（29厘米）。

## 設定
芭比的全名是芭芭拉·米麗森·羅勃茲（Barbara Millicent Roberts）。在1960年代，由蘭登書屋出版的一系列小說中，芭比的父母名字被設定為來自虛構的威斯康辛州韋羅斯的喬治和瑪格麗特·羅勃茲。在蘭登書屋的小說中，芭比就讀於韋羅斯高中；而在1999年由小金書出版的《一代女孩》（Generation Girl）系列中，她就讀於紐約市虛構的曼哈頓國際高中（以現實中的史岱文森高中為藍本）。
芭比與當時的男友（全名肯尼斯·肖恩·卡森）有一段時斷時續的戀情，肯尼首次於1961年登場。2004年2月，美泰兒發表新聞稿宣布芭比和肯尼決定分手，但在2006年2月，經過對於肯尼的改造，他們希望重新點燃感情。2011年，美泰兒啟動了一項運動，希望肯尼能贏回芭比的愛。2011年情人節，這對情侶正式複合。在2018年推出的《芭比夢幻屋冒險旅程》中，這對情侶被描繪成僅僅是朋友或鄰居。
美泰兒為芭比創造了一系列的同伴和親戚。她有三個妹妹：斯基佩、史黛西和切爾西（直到2011年前名為凱莉）。她的妹妹們也共同主演了許多芭比電影系列，從2013年的《芭比姐妹與小馬》開始。芭比家族中已經「退休」的成員包括托德（史黛西的雙胞胎兄弟）、克里西（一個嬰兒妹妹）和弗蘭西（表妹）也相繼出場。芭比的朋友包括西班牙裔的特蕾莎、米姬、非洲裔美國人克里斯蒂，以及史蒂文（克里斯蒂的男朋友）。在2004年與肯分手期間，芭比還和澳洲衝浪者布萊恩交往。
芭比擁有超過40隻寵物，包括貓和狗、馬、大熊猫、幼獅和斑馬。她還擁有各種交通工具，包括粉紅色的大众新甲壳虫和雪佛兰科尔维特敞篷車、拖車和吉普汽車。芭比還擁有飛行執照，不僅擔任空中服務員，還擔任商業飛行員。芭比的職業旨在展示女性可以在生活中扮演多種角色，這款玩偶以多種標題銷售，包括「太空人芭比」（1965年）、「醫生芭比」（1988年）和「賽車手芭比」（1998年）。

## 爭議
芭比的流行肯定了她對西方兒童的影響，引來高度的監察，對她的批評多基於兒童會視芭比為模範對象，而且會嘗試模仿她的假定。
- 2003年9月，中東國家沙地阿拉伯禁止國內出售芭比，認為芭比不符合伊斯蘭教的思想。Committee for the Propagation of Virtue and Prevention of Vice表示：「猶太芭比娃娃暴露的衣著和可恥的姿勢、服飾是西方墮落的象徵。我們應該注意她的危險性而且小心。」[29]在中東國家有一種名為芙拉的娃娃[30]，芙拉娃娃與芭比相似但設計上迎合伊斯蘭市場，而她並不是由美泰兒生產。在伊朗，在芭比外則有Sara and Dara dolls供選擇。[31]
- 「芭比」成為具貶義的俚語，形容愚蠢的女子，最有名的是 水叮噹的歌曲「Barbie Girl」，歌詞看似描寫 Barbie與孩童的稚趣，實為諷刺 Barbie的低能與 Ken低俗且帶有性暗示的對話，其中許多單字能用雙關去解釋（像是「plastic」、「imagination」、「doll（ie）」……），在2007的滾石雜誌更將它評為二十首煩人歌曲中的其一。1992年美泰兒出產了會說話的芭比，這一系列的娃娃懂得說的句子包括：「我們到底會不會覺得衣服足夠？」、「我愛購物！」和「想要個披薩派對嗎？」。每個娃娃被設定會說二百七十句中的四句說話，所以應該沒有兩個娃娃會相同。雖然只有1.5%的娃娃會說：「數學課很困難！」，但卻引起美國大學(畢業)婦女聯合會(American Association of University Women)的批評。1992年十月美泰兒公布Teen Talk Barbie不會再說此一句說話，並向擁有玩偶者提供更換。[32]
- 其中一個對芭比最廣泛的批評，是她宣揚不切實際的女性身體形象，導致模仿芭比的女性會患上厭食症。批評指女性如果要有芭比的身材，她需要有7呎2寸高，重115至130磅，臀圍30至36寸，腰圍18至23寸，胸圍38至48寸。同時，她會缺少足以維持月經的17%至22%脂肪。考慮到健康的美，在1997年芭比重新設計，其後腰圍增加，美泰兒指此改變會令芭比穿現代時裝設計時更合適。
- 「有色Francie（英语：Francie (Barbie)）」人種版本在1967年首次出產，她有時被形容為首個非裔美籍的芭比。不過，她是以高加索人種Francie娃娃的模具製造，除了深色皮膚外沒有正確種族相貌與體格製作。1968首次登場的克莉斯堤，通常被視為首個芭比系列的非裔美籍娃娃。[33]黑人芭比和拉丁美裔人芭比在1980年開始在市場發售。
- 在1997年美泰兒與Nabisco合作聯合推銷芭比與Oreo曲奇。Oreo Fun Barbie被推銷成小女孩可以在課後玩及與她分享「美國最受歡迎曲奇」的娃娃，美泰兒依照慣例推出白人和黑人版本的玩偶。批評指在非裔美籍社區中，Oreo是具貶義的名稱，形容似該種曲奇的人：外表是黑人，但內心似白人。這種娃娃在市場上不成功，而美泰兒收回未售出的存貨，引起收藏者的興趣。[34]
- 1997年5月美泰兒推出坐在粉紅色輪椅中的娃娃Share a Smile Becky。華盛頓州塔科馬一名患腦性麻痺的十七歲高中學生Kjersti Johnson指出，該娃娃無法進入芭比玩偶屋中的升降機，後來美泰兒公布未來會重新設計玩偶屋以配合該玩偶。[35]
- 2005年12月英國巴斯大學的Dr. Agnes Nairn發表一份心理學研究報告，提出女孩人生中通常經歷一個討厭芭比的階段，她們用不同刑罰對待芭比，包括斬首和將娃娃放進微波爐。他表示，否定芭比猶如一個否定自己過去的儀式。[36][37]
- 美國網站Rehabs.com在2013年公布「Is Barbie Body Possible?」的研究報告。發現芭比的頭圍會比美國一般女性大2吋，而頸部卻比真人長1倍、細6吋。依照這個比例算來，芭比的頸部不可能支撐頭部。她的16吋小蠻腰僅比頭圍小4吋，空間只夠放半個肝和少少幾吋腸道。如果芭比娃娃是活生生的女孩，她超細的6吋腳踝將無法支撐軀幹和大頭，必須得靠四肢爬行。[38]

## 戲仿和訴訟
芭比時常在流行文化中被提及並且成為戲仿的目標，部分例子包括：
- 在西元1997年丹麥流行舞蹈團體 Aqua 發行了一首名為 Barbie Girl 的歌曲. 當中的歌詞包括了「You can brush my hair／Undress me everywhere（你可以梳我的頭髮，並隨處脫掉我的衣服）」，並且使用了近似芭比的粉紅標識。美泰兒公司抗議這已經構成了商標侵害，並且於西元1997年11月11日提出誹謗訴訟。這場美泰兒與MCA唱片公司的訴訟在經過多次的法庭爭辯後，最後在2002年七月被駁回不予受理。[39]
- 日產汽車在一個九十年代初的廣告 （页面存档备份，存于）中，因為使用了與芭比和肯類似的玩偶為角色，在廣告裡，芭比因為受跟GI Joe相似的玩偶所駕駛的汽車引誘，留下肯在玩偶屋，而坐上了GI Joe的汽車。這個廣告在1997年引起另一件訴訟，最後美泰兒在侵犯版權的訴訟中敗訴。
- 《週末夜現場》曾播放芭比廣告的戲仿，宣傳虛構的歹徒芭比和2Pac肯玩偶。[40]
- 《傑伊·萊諾今夜秀》播出虛構的「芭比冰毒實驗室」，挖苦芭比如何經常擁有「追上時代，或者在這個例子裡，追上社會現今問題」的事業。
- Malibu Stacy 是 裡芭比的戲仿。在1994年 'Lisa vs. Malibu Stacy'一集中，麗莎為「Malibu Stacy滔滔不绝發表的性別歧視胡言」感到作嘔，令她推銷另一種玩偶「Lisa Lionheart」。
- 1999年美泰兒控告美國猶他州藝術家湯姆·福賽斯，因為他創作了一系列名為「食物鏈芭比」的圖畫，最後美泰兒敗訴，並被要求支付180萬美元予福賽斯。[41][42]
- 在2002年，法官否決對蘇珊娜·彼特的禁制令，她製作了身穿綁縛服裝的「地牢芭比」玩偶。否決原因為：「根據法庭的知識，美泰兒並沒有生產性虐待系列的芭比。」[43]

## 收藏
美泰兒估計全球有超過十萬位芭比的收藏者，其中九成為女性，平均年齡四十歲，每年購買超過二十個芭比，而四成五收藏者每年花多於一千元美金於購買芭比。早期的古董芭比在拍賣中是最高價的，當1959年原版芭比當時售三元美金，2004年十月原版芭比在eBay的價錢高達美金$3552.5。 在2006年9月26日，一個芭比在倫敦佳士得的拍賣會上以9000英磅售出，創下世界紀錄。售出的1965生產的「午夜紅」芭比，曾經是荷蘭女士Ietje Raebel及其女兒Marina私人收藏的四千個芭比之一。
近年美泰兒出產多種特別為收藏者而設的芭比，包括瓷器版本，及以芭比作電視片集角色，如怪物家族(The Munsters)及星際爭霸戰
，此外收藏者系列亦有將芭比製作成不同種族。2004年美泰兒在收藏者系列加入顏色等級(Color Tier)制度，根據娃娃的生產數量多少將芭比分成粉紅、銀、金及白金。（另有黑標）